# Cottus echinatus
Cottus echinatus är en fiskart som beskrevs av Bailey och Bond, 1963. Cottus echinatus ingår i släktet Cottus och familjen simpor. IUCN kategoriserar arten globalt som utdöd. Inga underarter finns listade i Catalogue of Life.